# Olavus Andreæ
Olavus Andreæ, död 1620 i Kvillinge församling, Östergötlands län, var en svensk präst.

## Biografi
Olavus Andreæ blev 1598 student vid Uppsala universitet. Han blev 1605 komminister i Sankt Olofs församling, Norrköping och 1614 kyrkoherde i Kvillinge församling. Olavus Andreæ avled 1620 i Kvillinge församling.

### Familj
Olavus Andreæ var gift med änkan till kyrkoherden Laurentius Matthiæ i Kvillinge församling.